# Petroica
Petroica är ett fågelsläkte i familjen sydhakar inom ordningen tättingar. Arterna förekommer i Australien, i Nya Zeeland, på Nya Guinea samt på öar i västra Stilla havet, österut till Samoa. Det råder oenighet kring artgränserna inom släktet. Listan nedan med 14 arter följer AviList:
- Messydhake (P. macrocephala)
- Chathamsydhake (P. traversi)
- Nordösydhake (P. longipes)
- Sydösydhake (P. australis)
- Bergsydhake (P. bivittata)
- Klippsydhake (P. archboldi)
- Norfolksydhake (P. multicolor)
- Rödpannad sydhake (P. goodenovii)
- Salomonsydhake (P. polymorpha)
- Melanesisk sydhake (P. pusilla)
- Rosensydhake (P. rosea)
- Skär sydhake (P. rodinogaster)
- Flamsydhake (P. phoenicea)
- Scharlakansröd sydhake (P. boodang)